# 卜拉克納省
戈爾戈勒省（阿拉伯语：‎）是毛里塔尼亞西南部的一個省份，西隔塞內加爾河與塞內加爾相望。面積33,800平方公里，2000年估計人口247,006人。首府阿萊格。
下分5區。
1. ↑  . hdi.globaldatalab.org.   [2018-09-13]. （原始内容存档于2018-09-23） （英语）.